# Сирійські війни
Сирійські війни — серія з шести воєн між державою Селевкідів і Птолемеями, які правили в Єгипті. Війни проходили з участю Македонії у III—II століття до н. е. за контроль над територією Келесирії.
- Перша Сирійська війна (274—271 роки до н. е.)
- Друга Сирійська війна (260—253 роки до н. е.)
- Третя Сирійська війна (246—241 роки до н. е.)
- Четверта Сирійська війна (219—217 роки до н. е.)
- П'ята Сирійська війна (202—195 роки до н. е.)
- Шоста Сирійська війна (169—168 роки до н. е.)

Війни супроводжувалися хитросплетіннями дипломатії, характерними для елліністичних монархій того часу, і послабили обидві сторони. Хоча Селевкідам в останній з цих воєн і вдалося здобути вирішальну перемогу над Птолемеями, проте остаточній окупації Єгипту запобігло втручання зростаючої Римської республіки. У зв'язку з цим селевкідський цар Антіох IV Епіфан був змушений відступити. Оскільки Єгипет з тих пір перебував під римським заступництвом, що сильно обмежило здатність елліністичних держав вести незалежні війни, 168 рік до н. е. вважають кінцем сирійських воєн.